# Liste der Landespräsidenten des Herzogtums Bukowina

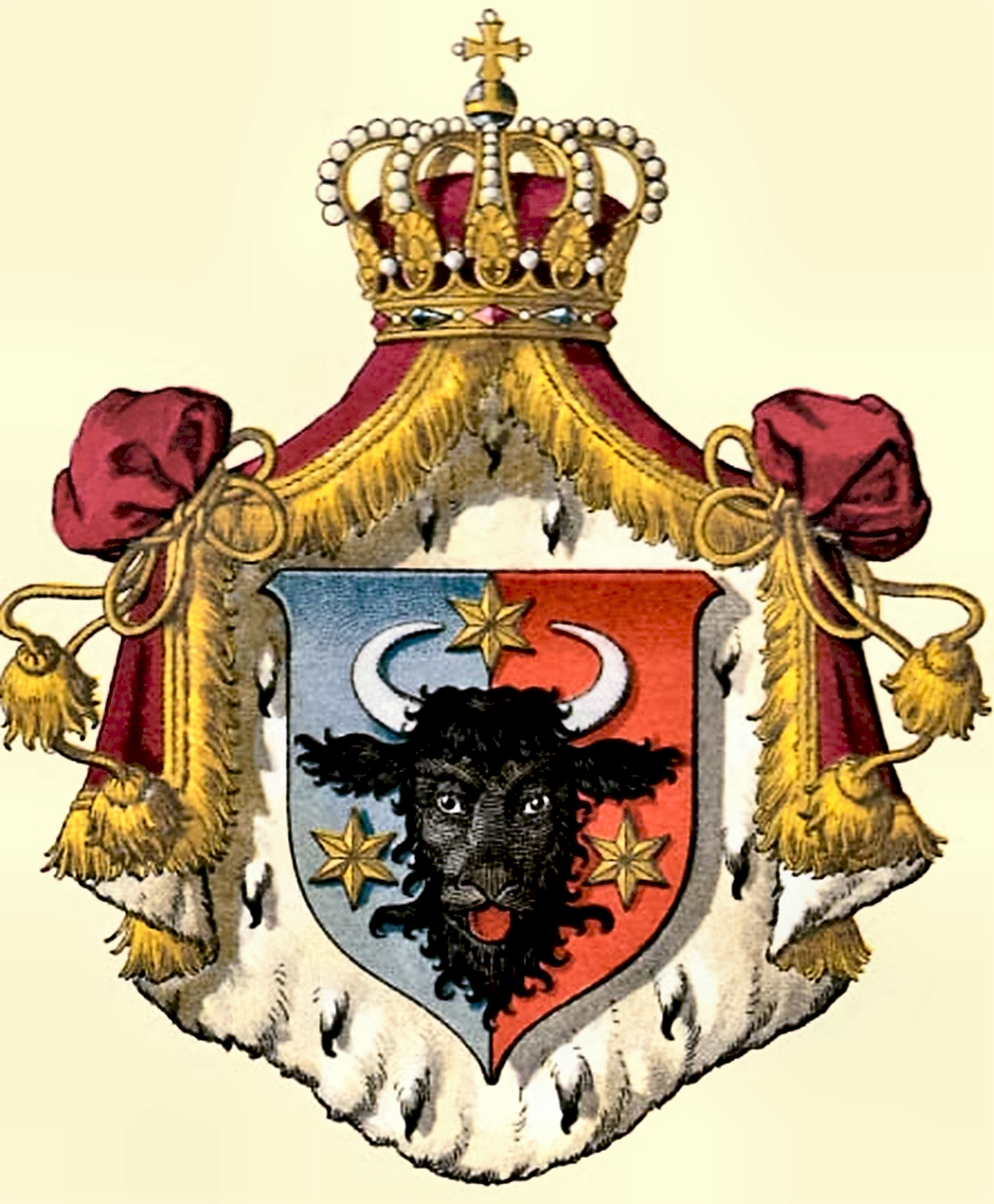
Herzogtum Bukowina

Landespräsident war der 1861 bestätigte, schon einige Jahre vorher verwendete Titel des jeweiligen vom Kaiser in Wien ernannten Landeschefs der Bukowina in der Habsburgermonarchie, seit 1804 im Kaisertum Österreich, 1867–1918 in Österreich-Ungarn. Bis 1786 fungierten hohe Offiziere des kaiserlichen Heeres als oberste Landesverwalter; in der Folge waren es zivile Beamte mit den Titeln Kreishauptmann (bis 1849) oder Landes-Regierungs-Präsident (ab 1849).
1849 wurde die Bukowina, bis dahin einer der Kreise  Galiziens, zum eigenständigen Kronland erklärt. Die Jahre 1849–1854 waren eine Übergangsperiode, während derer das ehemalige Kreisamt allmählich in eine selbstständige Landesverwaltung überging. Erst ab dem 29. Mai 1854 kann man von einer solchen sprechen. Der Sitz der Landesverwaltung befand sich in Czernowitz.
1861 und 1868 erfolgten gesetzliche Definitionen der Landeschefs; dabei wurde festgehalten, dass der oberste Beamte der Bukowina nicht, wie in den meisten anderen Kronländern, den Titel Statthalter zu tragen hatte, sondern als Landespräsident zu bezeichnen war. Dieser stand auch nicht einer Statthalterei, sondern einer Landesregierung vor. Abgesehen von diesen Bezeichnungen waren aber die Aufgaben des Landespräsidenten und seines Beamtenstabes die gleichen wie in allen anderen Kronländern.
Der Sitz der k.k. Landes-Regierung befand sich von 1873 an in einem historistischen Gebäude am Franz-Josefs-Platz, einer Parkanlage, in Czernowitz. Unmittelbar benachbart war der Austria-Platz mit dem Austria-Denkmal. Die Gassen, die zu beiden Seiten des Gebäudes Richtung Süden vom Franz-Josefs-Platz abzweigten, hießen Spleny-Gasse (östlich) bzw. Kuczurmarer Straße (westlich). Nördlich führte die Rathaus-Straße zum Ringplatz, der Stadtmitte.

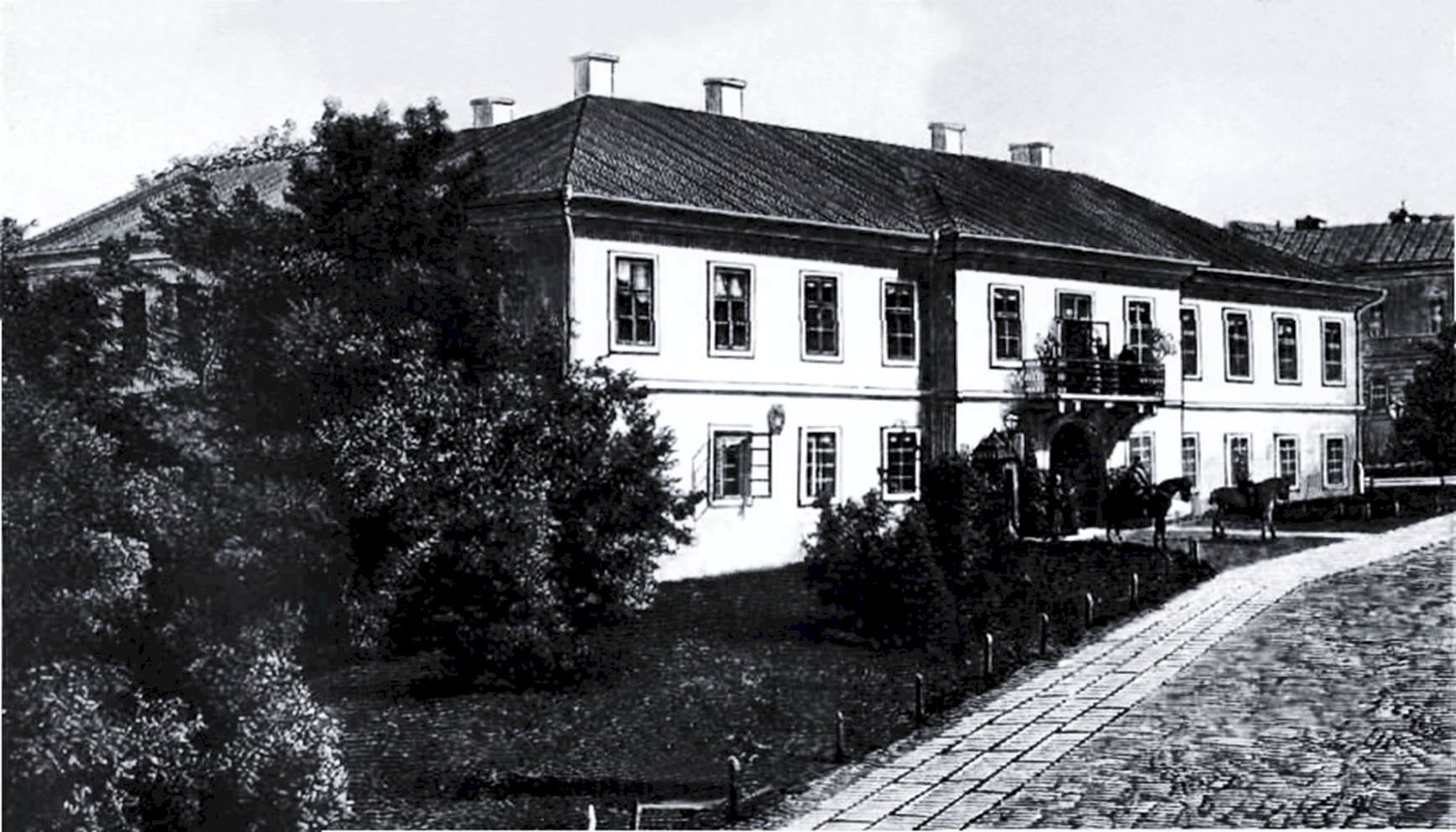
Ehemalige Militäradministratur (1780), später Landgericht

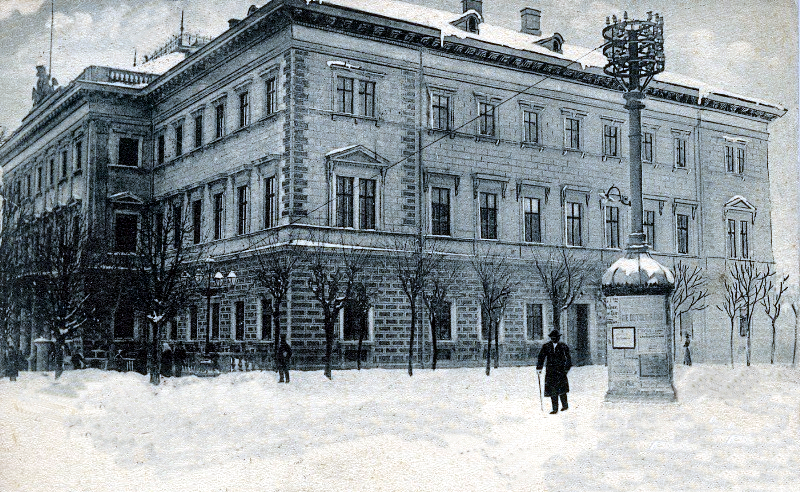
Sitz der Landesregierung der Bukowina in Czernowitz, am Franz-Josefs-Platz (links) Ecke Kuczurmarerstraße (rechts), 1873–1918, vom Austria-Platz aus gesehen, Bauzustand vor der Aufstockung 1905

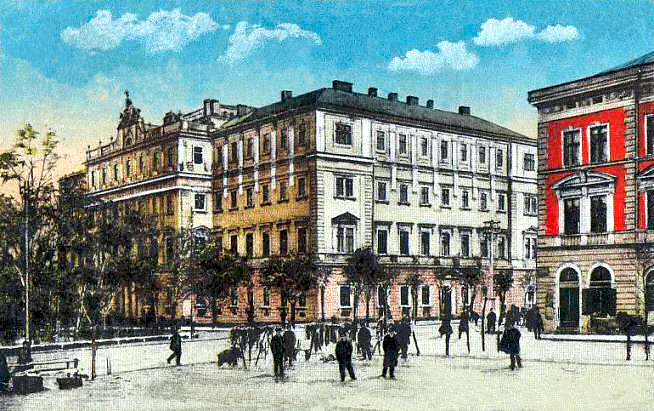
Sitz der Landesregierung nach der Aufstockung um ein Geschoß, nach 1905, ebenfalls vom Austria-Platz aus gesehen

- Gabriel Freiherr Splény von Miháldy, Feldmarschallleutnant (1774–6. April 1778)
- Karl Freiherr von Enzenberg, Feldmarschalleutnant (April 1778–31. Oktober 1786)

Kreishauptmann:
- Joseph Ritter von Beck (1786–1792)
- Basil Freiherr von Balsch (1792–1803)
- Franz von Schreiber (1803–1805)[4]
- Franz Adam Ritter von Mitscha (1805–1807)[5]
- Johann von Platzer (1807–1817)
- Joseph (Freiherr) von Stutterheim, Feldmarschallieutenant  (1817–1823, Freiherr ab 1819)
- Johann von Melczechen (1823–1833)
- Frantz Kratter (1833–1838)
- Kasimir von Milbacher (1838–1840)
- Gheorghe Isăcescu (1840–1849)
- Eduard Ritter von Bach (Februar–Juli 1849)

Landes-Regierungs-Präsident:
- Anton Freiherr Henniger von Seeberg (Juli 1849–1. März 1853)
- Franz Freiherr von Schmück (6. März 1853 provisorischer Landespräsident; 29. Mai 1854–27. November 1857 erster selbstständiger Landespräsident)[6]
- Karl Graf von Rothkirch-Panthen (18. Februar 1857–Mai 1860)
- Jakob Ritter von Mikuli, Chef des provisorischen Gouvernements der Bukowina (1. September 1860–1. März 1861)

Landespräsident:
- Wenzel Ritter von Martina, erster Landespräsident des Herzogtums Bukowina (26. März 1861–2. Mai 1862)
- Rudolph Graf von Amadei (31. Mai 1862–30. Oktober 1865)
- Franz Ritter Myrbach von Rheinfeld (30. Oktober 1865–4. Oktober 1870)
- Felix Freiherr Pino von Friedenthal (4. Oktober 1870–8. Juli 1874)
- Hieronymus Freiherr von Alesani (18. August 1874–8. Februar 1887)
- Felix Freiherr Pino von Friedenthal (14. Februar 1887–1. August 1890)
- Anton Graf Pace, Freiherr von Friedensberg (9. Jänner 1891 Leiter der Landesregierung, 1. August 1891–17. Mai 1892)
- Franz Freiherr von Krauß (22. Mai 1892–7. Juni 1894)
- Leopold Graf von Goëß (8. Juni 1894 bis auf Weiteres betraut; 15. November 1894–16. Dezember 1897)
- Friedrich Freiherr Bourguignon von Baumberg (16. Dezember 1897–27. Februar 1903)
- Prinz Konrad zu Hohenlohe-Schillingsfürst (25. Februar 1903–1. Oktober 1904)
- Oktavian Freiherr Regner von Bleyleben (1. Oktober 1904–15. Dezember 1911)
- Rudolf von Meran (1. Januar 1912–31. Dezember 1916)
- Josef Graf von Ezdorf (1. Mai 1917–5. November 1918)[7][8]

Im Ersten Weltkrieg wurde die Bukowina zeitweise Kriegsschauplatz. Wegen der Einfälle der russischen Armee musste der letzte Landespräsident
seinen Amtssitz mehrmals außerhalb der Bukowina aufschlagen. Er amtierte in Vatra Dornei, sodann in Klausenburg (beide im Königreich Ungarn), dann in Prag (Königreich Böhmen) und in Stanislau (Königreich Galizien), zuletzt aber wieder in Czernowitz. Am 6. November 1918 übergab Ezdorf die Amtsgeschäfte an Vertreter der ukrainischen und der rumänischen Bevölkerung der Bukowina, da vom zerfallenen  kaiserlichen Österreich beim Ausgleich der unterschiedlichen nationalen Interessen und Ansprüche der Bevölkerung der Bukowina keine Hilfe mehr zu erwarten war.

## Bildergalerie

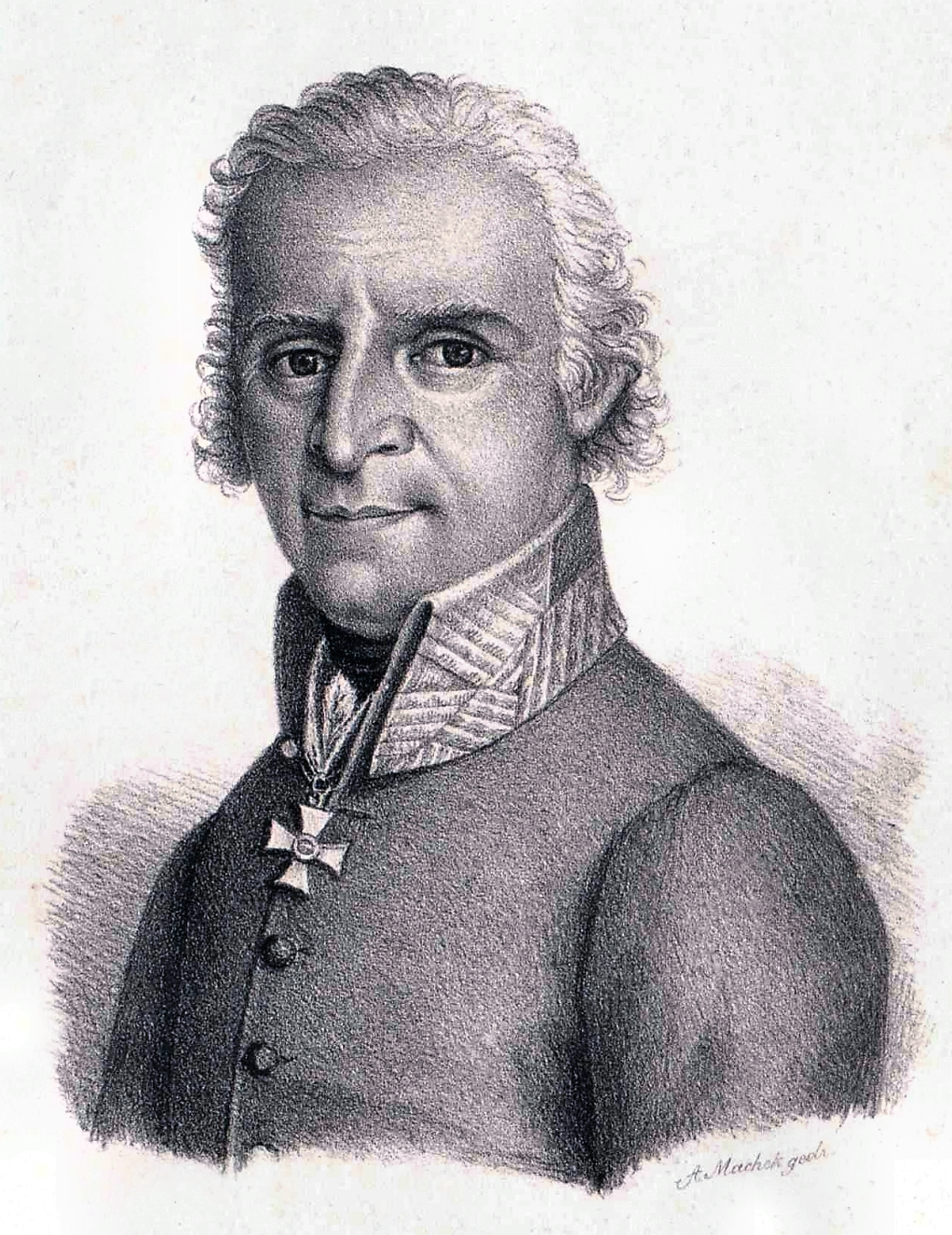
Gabriel Splény von Miháldy
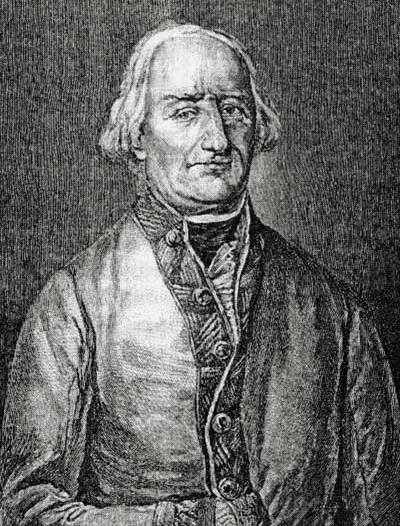
Karl Freiherr von Enzenberg
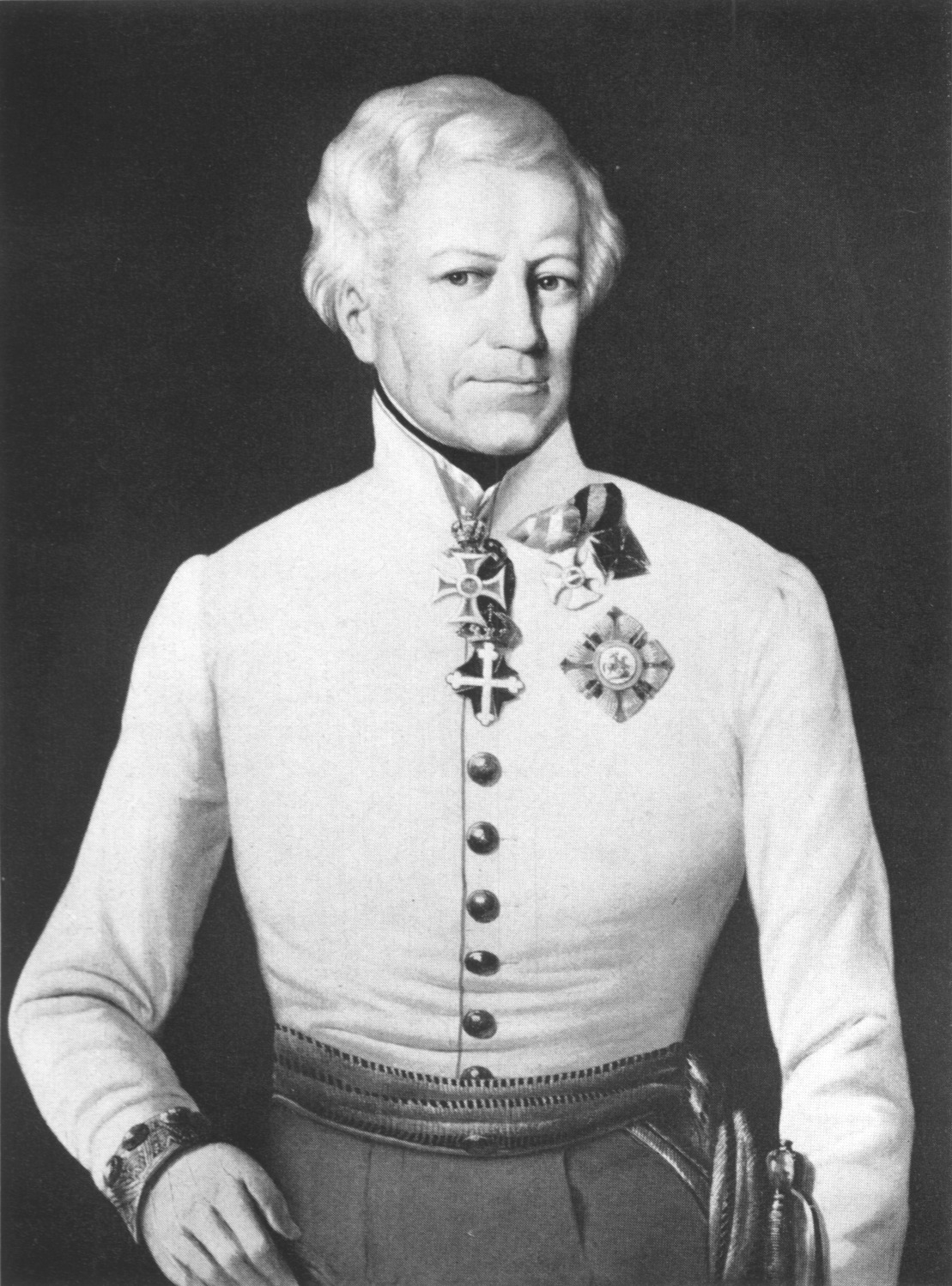
Joseph von Stutterheim
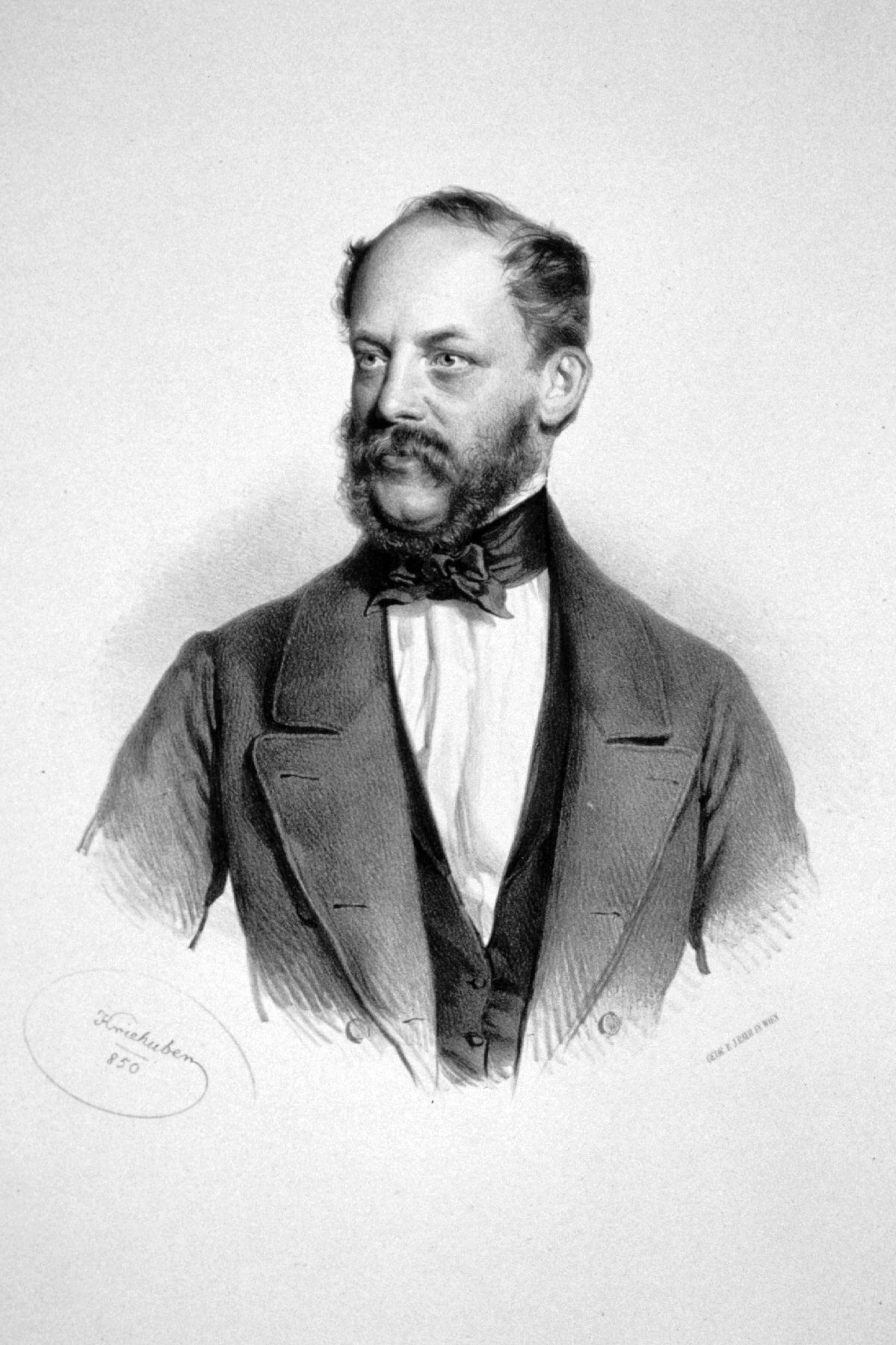
Eduard von Bach
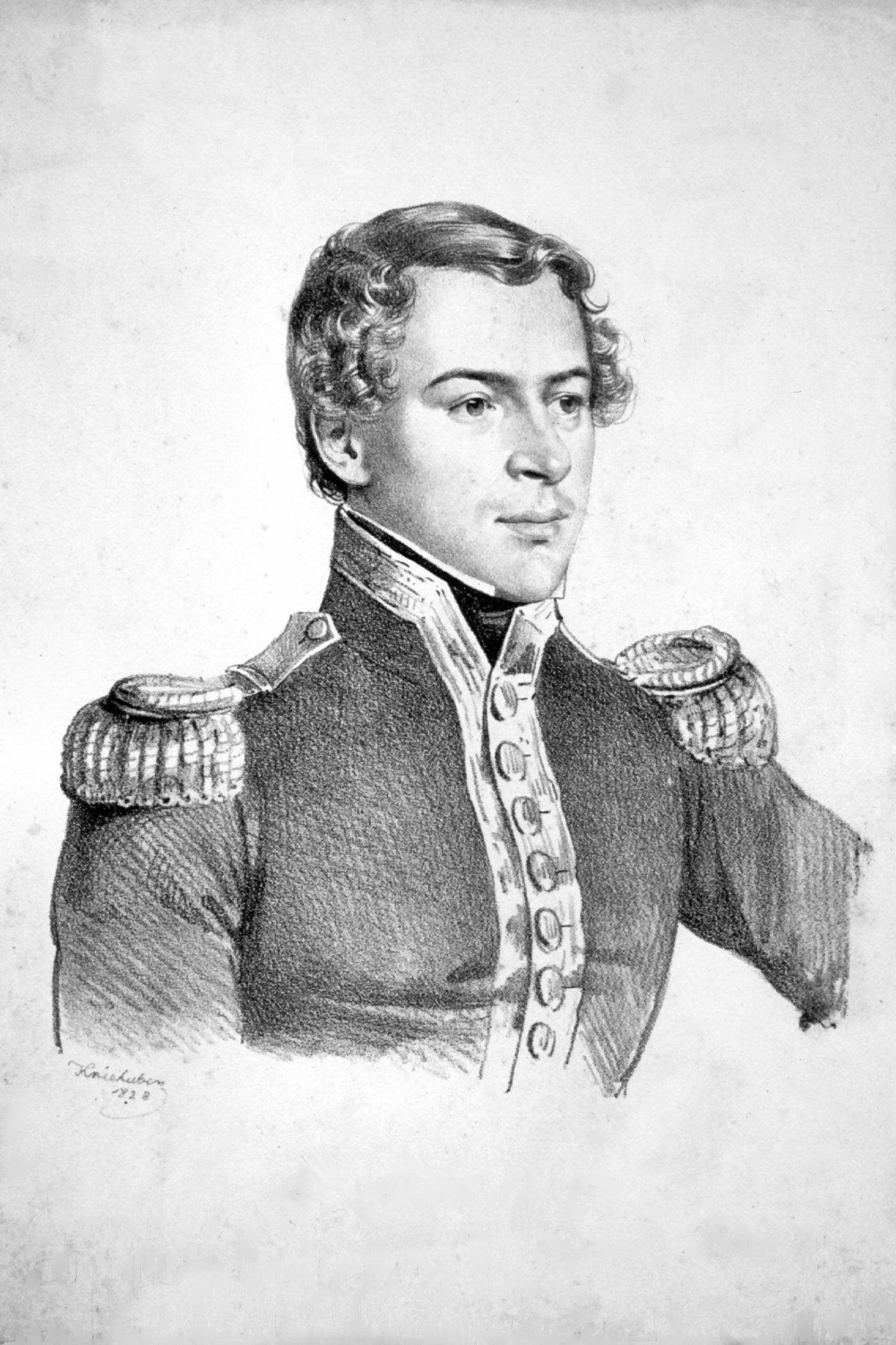
Karl von Rothkirch und Panthen
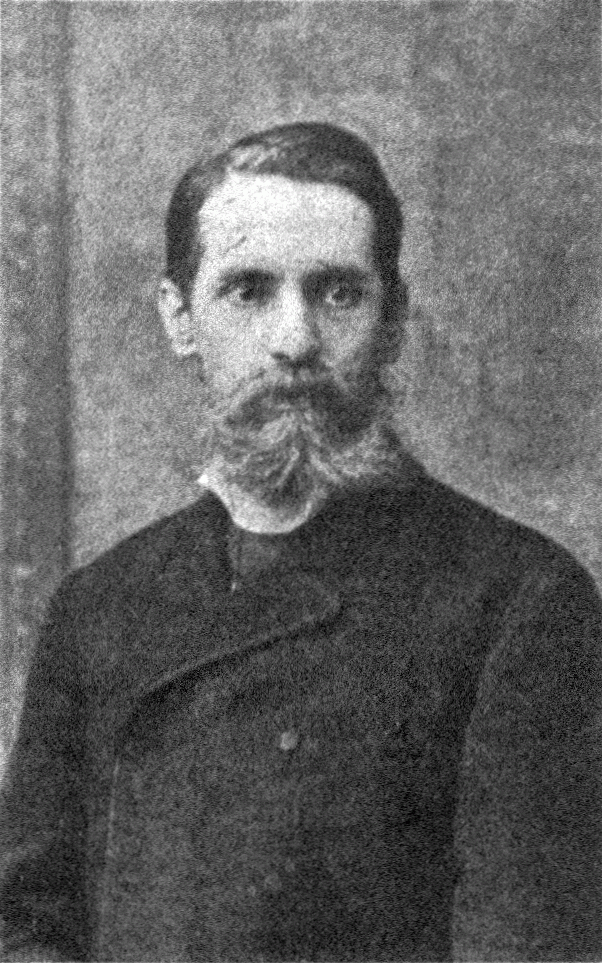
Felix Pino von Friedenthal
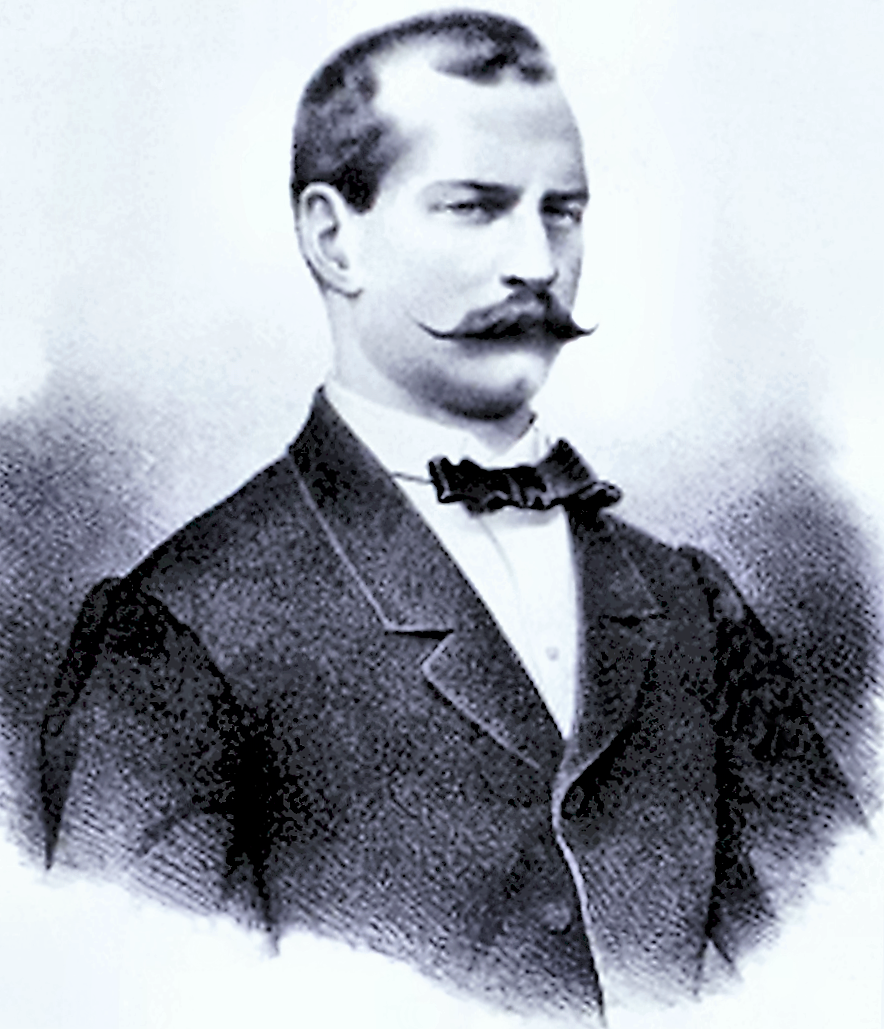
Hieronymus von Alesani
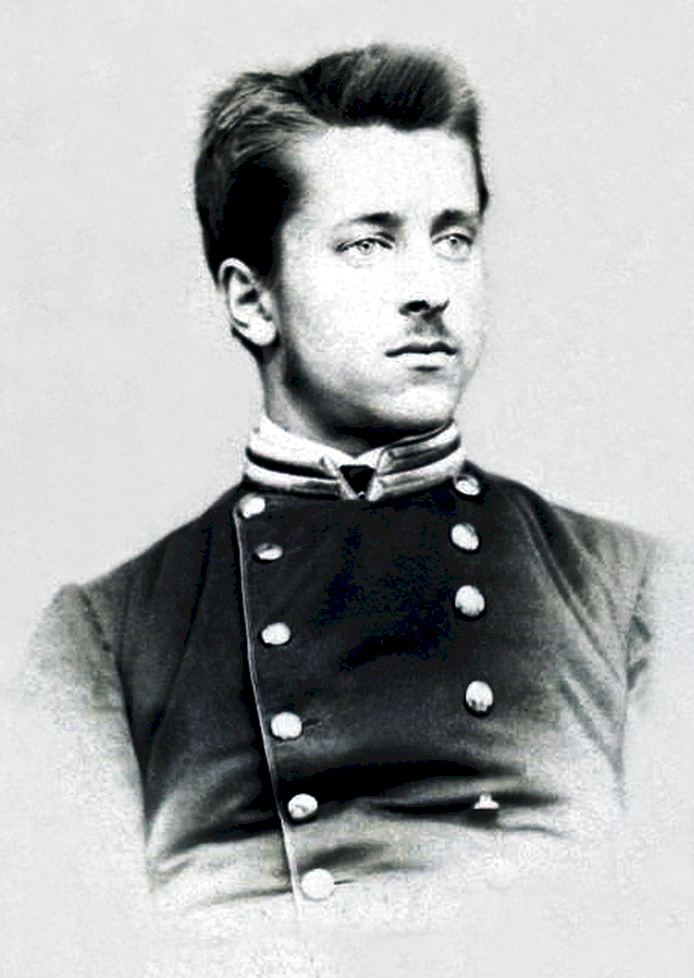
Anton Pace von Friedensberg
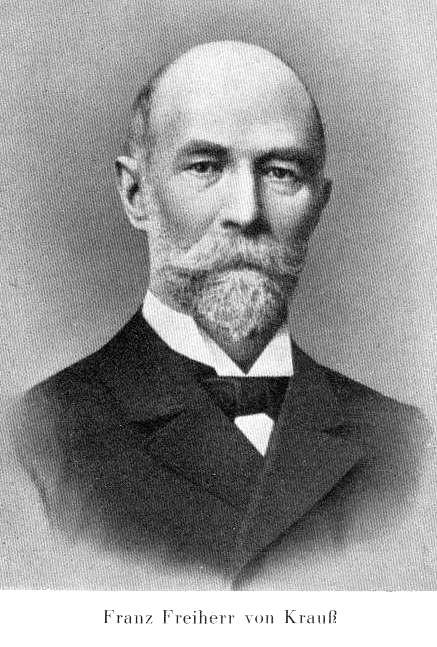
Franz von Krauß
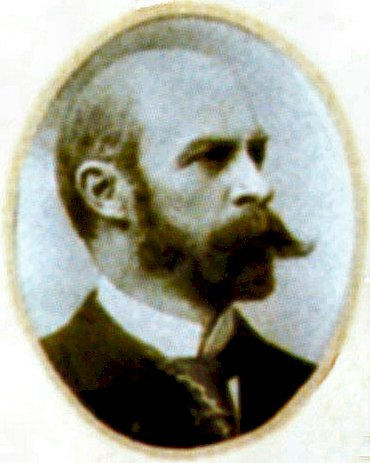
Leopold Graf Goëß
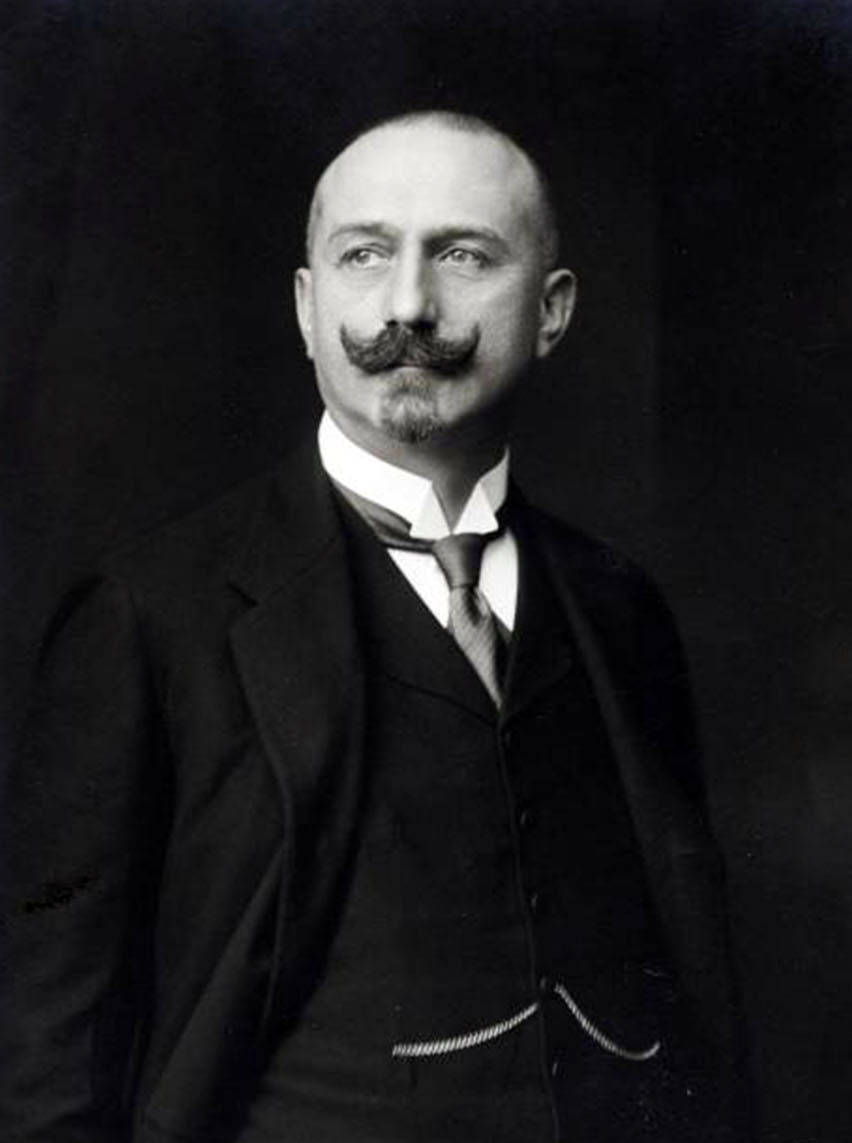
Konrad von Hohenlohe zu Schillingsfürst
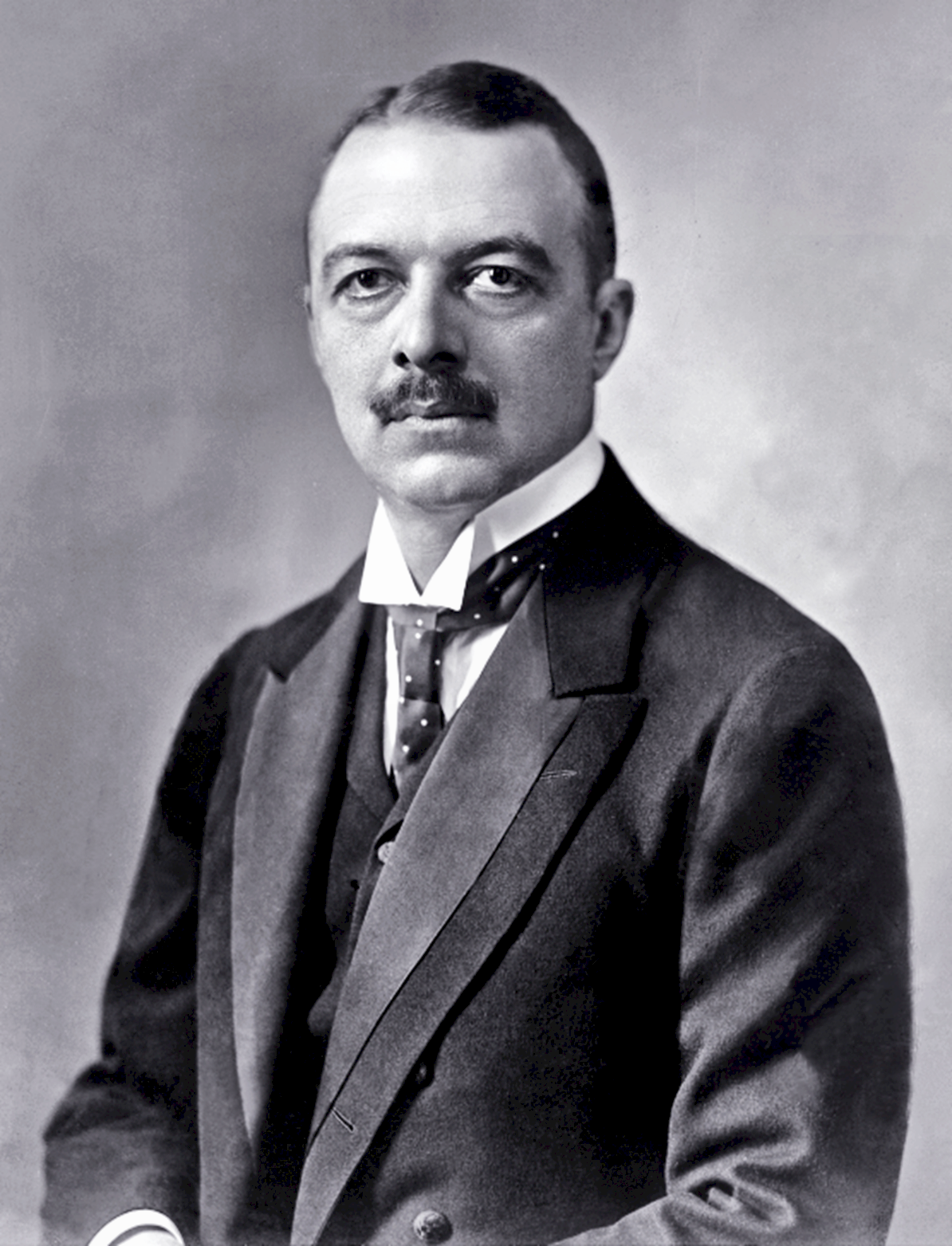
Oktavian von Bleyleben
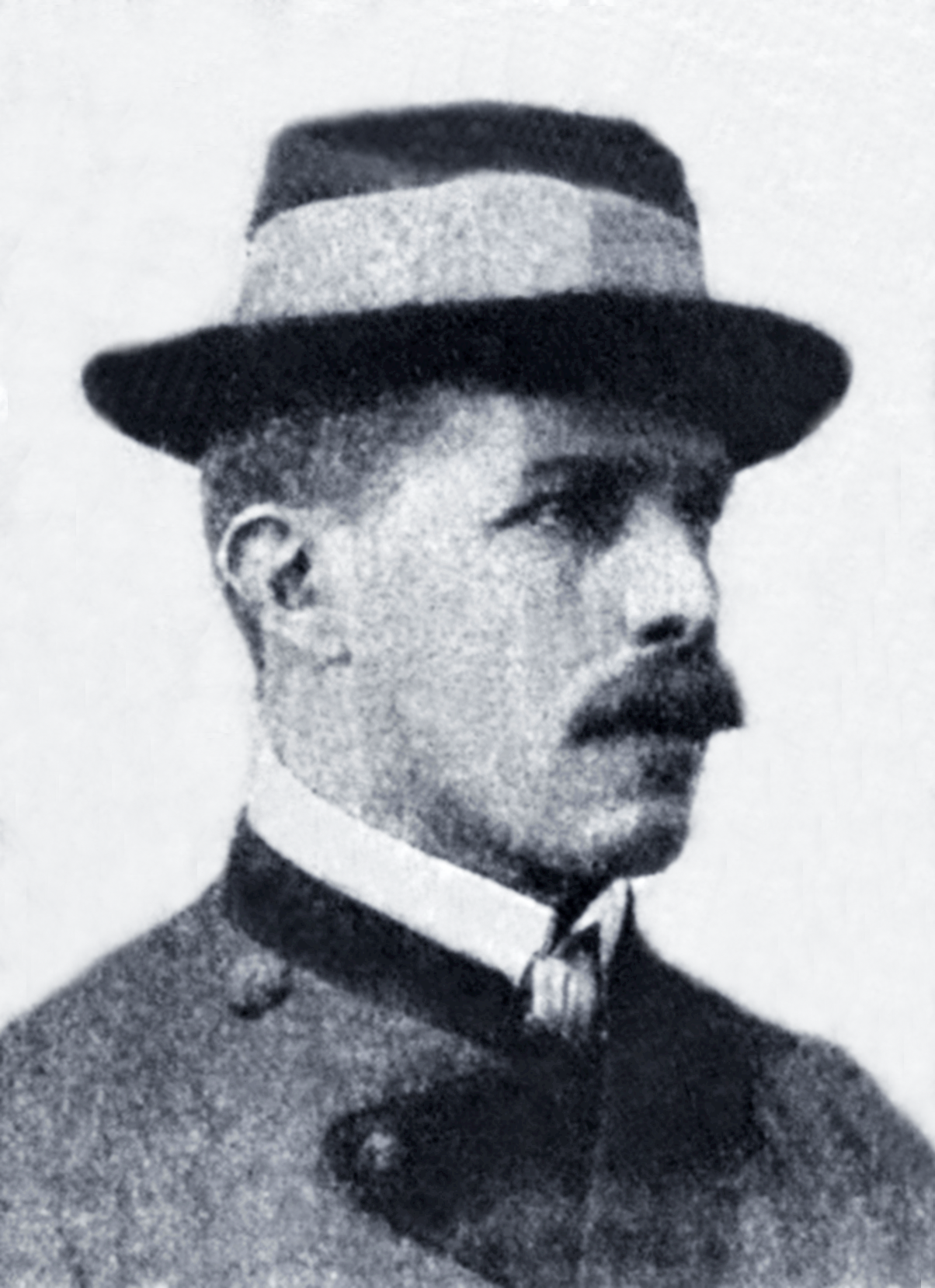
Rudolf von Meran